# Kanton Ducey
Kanton Ducey (francouzsky Canton de Ducey) by francouzský kanton v departementu Manche v regionu Dolní Normandie. Tvořilo ho 12 obcí. Zrušen byl po reformě kantonů 2014.

## Obce kantonu
- Céaux
- Les Chéris
- Courtils
- Crollon
- Ducey
- Juilley
- Marcilly
- Le Mesnil-Ozenne
- Poilley
- Précey
- Saint-Ovin (část)
- Saint-Quentin-sur-le-Homme